# ميخائيل براند (مؤرخ الفن)
ميخائيل براند (بالإنجليزية: Michael Brand)‏ هو مؤرخ الفن هندي وأسترالي، ولد في 9 يناير 1958 في كانبرا في أستراليا.